# Condado de Casa Sedano
El condado de Casa Sedano es un título nobiliario español creado por el rey Alfonso XII en favor de Teresa de Ayestarán y Diago, Goicoechea y Tato del Castillo, tía carnal del famoso Coronel Luis Ayestarán, y prima hermana de la VIII marquesa de la Cañada María Luisa Diago y Tirry, mediante real decreto del 12 de febrero de 1878 y despacho expedido el día 27 del mismo mes. Erróneamente se ha venido indicando en diversas fuentes que el título se le había concedido en atención a los méritos de su esposo Carlos de Sedano y Cruzat, diputado a Cortes por Puerto Rico, y que era viuda del mismo, cuando en el real decreto de concesión se indica que se hace "teniendo en cuenta las especiales circunstancias que concurren en doña Teresa de Ayestarán" y dicha concesión tuvo lugar 18 años antes del fallecimiento de su esposo en 1896.

## Condes de Casa Sedano
|                          | Titular                           | Periodo                  |
| Creación por Alfonso XII | Creación por Alfonso XII          | Creación por Alfonso XII |
| ------------------------ | --------------------------------- | ------------------------ |
| I                        | Teresa de Ayestarán y Diago       | 1878-1893                |
| II                       | Carlos Sedano y Flórez            | 1897-1951                |
| III                      | María Almudena de Sedano y Loriga | 1953-2024                |
| IV                       | Antonio Lacasa Sedano             | 2024-                    |

## Historia de los condes de Casa Sedano
- Teresa de Ayestarán y Diago, Goicoechea y Tato del Castillo (La Habana, 10 de enero de 1820-Madrid, 7 de febrero de 1893), I condesa de Casa Sedano.[1]

Casó con Carlos Sedano y Cruzat (n. La Habana, 29 de agosto de 1826-Madrid, 31 de marzo de 1896), jefe superior de la administración, diputado a Cortes por Puerto Rico, senador y Gran Cruz de la Orden de Isabel la Católica. Por haber fallecido el 7 de septiembre de 1892 su hijo, Carlos Sedano de Ayestarán, gobernador civil de Álava, en 1897 le sucedió su nieto, hijo de Carlos Sedano y Ayestarán y su esposa María del Pilar Flórez y Fonvielle:
- Carlos Sedano y Flórez (n. Madrid, 22 de febrero de 1886), II conde de Casa Sedano, abogado.[1]

Casó en octubre de 1930, en Madrid, con Josefina Loriga y Undabeitia. El 23 de marzo de 1953, tras solicitud cursada el 3 de enero de 1952 (BOE del día 9 de ese mes) y orden del 30 de septiembre del mismo año para que se expida la correspondiente carta de sucesión (BOE del 18 de octubre), le sucedió su hija:
- María Almudena de Sedano y Loriga (f. Madrid, 4 de abril de 2024),[7] III condesa de Casa Sedano.

Casó con Antonio Lacasa y Suárez-Inclán (m. Soto del Real (Madrid), 22 de octubre de 1991). nieto del abogado y político Félix Suárez Inclán, ministro de Agricultura, Industria, Comercio y Obras Públicas durante la regencia de María Cristina de Habsburgo-Lorena y ministro de Hacienda durante el reinado de Alfonso XIII. Tuvieron tenido cinco hijos: Antonio, Carlos, Francisco de Borja, Ignacio y Alfonso. Le sucedió su primogénito:
- Antonio Lacasa Sedano, IV conde de Casa Sedano.[8]